# Золкін Володимир Олександрович
Володи́мир Зо́лкін (нар. 8 вересня 1981[джерело?]) — український журналіст, ютубер та активіст, на своєму каналі бере інтерв'ю в російських військовополонених, затриманих під час вторгнення Росії в Україну з 2022 року.

## Життєпис
Народився в Києві. Жив у Жмеринці в мікрорайоні «Сектор» та навчався в школі № 6.
Проходив строкову службу в армії. Спочатку навчався за робітничою спеціальністю у Вищому професійному училищі (за спеціальністю — штукатур), потім закінчив Відкритий міжнародний університет розвитку людини «Україна» у Вінниці за спеціальністю «Правознавство».
Працював у МНС та МВС. 2010 року Золкіна ув'язнили, а 2014 засудили на 14 років за умисне убивство. У 2017 році вийшов на волю по умовно-достроковому звільненню.
До вторгнення Росії в Україну робив аналітику для юридичних компаній як фрилансер, вів блог на YouTube про українську політику.

### Блогерська діяльність
21 лютого 2022 до повномасштабного вторгнення росіян був, як військовий кореспондент, на лінії тогочасного фронту в Краматорську, після 24 лютого випуски Володимира з військовими росіянами, що потрапили в полон і стали давати інтерв'ю стали привертати увагу величезної аудиторії на його YouTube каналі.
Золкін самостійно телефонує росіянам з новинами про їхніх родичів у військах, дислокованих в Україні, намагаючись протистояти російській дезінформації про війну. Він має доступ до контактних даних сім'ї зі служби «Ищи своих», яка дозволяє росіянам залишати свої дані та дані про зниклих безвісти солдатів, яких вони шукають.
Золкін зіставляє запити з фотографіями та відео з лінії фронту. Полонених просять надати згоду на інтерв'ю та його трансляцію, перш ніж вони розповідатимуть про своє військове минуле та події, через які їх захопили в полон, а також свої думки про війну.
Згодом ув'язненим пропонують зателефонувати рідним та друзям з метою донесення правди про війну.

## Особисті висловлювання
У негативному ключі відгукувався про президентство Петра Порошенка та про його прихильників, висвітлював багато акцій протесту, зокрема мітинг біля ДБР.

## Особисте життя
Одружений та має доньку (2006 р.н).

## Цікаві факти
- Український гурт «Фрегли» в 2022 році присвятив Володимиру Золкіну та Дмитру Карпенку пісню «Владимир Золкин»[10].